# Roger Berbig
Roger Berbig (født 6. november 1954 i Zürich, Schweiz) er en schweizisk tidligere fodboldspiller (målmand). 
Berbig spillede 18 kampe for det schweiziske landshold, som han debuterede for 4. april 1978 i en venskabskamp mod Østrig. Hans sidste landskamp var en venskabskamp mod Sverige 2. maj 1984.
På klubplan spillede Berbig hele sin karriere hos Grasshoppers i sin fødeby, og vandt det schweiziske mesterskab med klubben hele fire gange.

## Titler
Schweizisk mesterskab
- 1978, 1982, 1983 og 1984 med Grasshoppers

Schweizisk pokal
- 1983 med Grasshoppers